# Thái Ất
Thái Ất (太乙), còn gọi là Thái Nhất (太一 hoặc 泰一), ban đầu là tên một ngôi sao trong thiên văn học cổ đại Trung Quốc, tức sao Bắc Cực. Sau này, Thái Nhất trở thành thần tối cao trong tín ngưỡng dân gian thời Tiên Tần và Hán, được tôn làm Thiên Đế, tương đương với Thượng Đế. Giới trí thức lại triết học hóa khái niệm Thái Nhất, hình dung đây là quy luật vĩnh hằng bất biến, tức "Đạo", hoặc nguồn gốc của vũ trụ. Thời Hán Vũ Đế, Thái Nhất trở thành đối tượng tín ngưỡng chính thức, được xem là vượt trên Ngũ phương thượng đế và do hoàng đế đích thân tế lễ.

## Cách lập quẻ
Tính số cục bao gồm niên cục, nguyệt cục, nhật cục và thời cục.

### Số niên cục
Mỗi nguyên tý có 72 năm. Niên cục là số từ 1 đến 72 trong mỗi nguyên tý. Người ta dùng mốc tính tích niên từ Thượng cổ, năm Giáp Tý đời Thiên hoàng, cách năm CN 10.153.917 năm. Để tính số niên cục của một năm, sử dụng công thức: 
1. Tính Tích niên (Tuế tích) = (số của năm xem) + 10.153.917
2. Tích niên chia 3.600
3. Phần dư của phép chia trên chia 360
4. Phần dư của phép thứ 2 chia 72 số dư của phép chia này chính là số niên cục.

Có một số thuyết tính mốc tích niên từ Trung cổ, năm Giáp Dần đến năm tuổi Việt (tuổi Việt lấy năm dương lịch là năm 2879 TCN cộng với năm xem)
Từ Thượng cổ, năm Giáp Tý đời Thiên hoàng đến Trung cổ, năm Giáp Dần cách nhau 10.141.310 năm.
Nếu dùng mốc Trung cổ, năm Giáp Dần, những vì sao xuất phát từ Thượng cổ, năm Giáp Tý thì phải thêm số doanh sai, tính toán phiền phức.
Ví dụ năm 2014 dương cục là: Tích niên = 2014 + 10.153.917 = 10.155.931, chia tích niên cho 3.600 được số dư 331, phần dư lại chia tiếp 360 dư 331, phần dư này chia tiếp cho 72 được số dư 43. Vậy được số niên cục dương 43.

### Số nguyệt cục
Cục tương ứng với tháng gọi là nguyệt cục. Cách tính là lấy số tích tháng từ Thượng cổ, năm Giáp Tý đến tháng xem, cộng thêm hai tháng Tý, Sửu vì người ta dùng lịch kiến Dần; hai tháng này gọi là Thiên Chính, Địa Chính.
Công thức tính: 
1. Tính số tích tháng từ định tính so với mốc = (10.153.917 + [năm trước năm có tháng xem])*12 + 2 + [số của tháng xem]
2. Chia số Tích tháng tính được cho 360
3. Phần dư của phép chia trên chia tiếp cho 72, số dư là nguyệt cục.

Ví dụ: Tính nguyệt cục của tháng 06/2009
Từ Thượng cổ Giáp Tý đến năm trước năm có tháng xem (năm 2008) có: 10.153.917 + 2008= 10.155.925 năm, 10.155.925 * 12 = 121.871100 tháng. Số tháng Thiên Chính, Địa Chính và tháng cần xem (6)là 8, nghĩa là phải cộng thêm 8 được tổng số tháng = 121.871100 + 8= 121.871108. Lấy số này: 360 dư 308, 308: 72 dư 20. Như vậy tháng 06/2009 thuộc nguyên Nhâm Tý, có Nguyệt cục dương 20.
Một số thuyết tính gốc Nguyệt cục là ngày mồng một (Mậu Ngọ) tháng 11 (Bính Tý), năm Giáp Tý, năm đầu niên hiệu Nguyên Gia, vua Tống Văn Đế nhà Tống (420-479) ở Trung Quốc thời kỳ Nam-Bắc triều (Tương ứng với ngày 7 tháng 12 năm 424). Sách Thái Ất dị giản lục có ghi cách tính này.
Ví dụ: Tính Nguyệt cục của tháng Mậu Dần năm Canh Thìn (2000)
Từ tháng Bính Tý năm Giáp Tý (năm 424) đến tháng Ất Hợi (tháng trước tháng Bính Tý) năm Kỷ Mão (năm 1999) có: (2000-1) – 423 = 1.576 năm. Lấy số năm (1.576) * 12 được 18.912 tháng (mỗi năm 12 tháng). Từ tháng tháng Bính Tý năm Kỷ Mão (1999) đến tháng Mậu Dần năm Canh Thìn (2000) có 3 tháng. Vậy số Tích tháng = 18.912 + 3 = 18.915. Lấy số này chia cho 360 dư 195. Lấy dư số chia cho 72 dư 51. Như thế tháng Mậu Dần năm Canh Thìn (2000) thuộc nguyên Nhâm Tý, dương có Nguyệt cục dương 51.
Nguyên tắc: niên cục dương thì nguyệt cục cũng dương; niên cục âm thì nguyệt cục cũng âm. 

### Số nhật cục
Phương pháp tính: 
1. Sau tiết Đông chí, tìm ngày Giáp Tý đầu tiên gần nhất sau Đông chí năm trước, lấy đó làm gốc đếm trở đi, tích cho đến ngày xem, được bao nhiêu là số tích ngày.
2. Chia số tích ngày đó cho 360 phần dư lại tiếp tục chia cho 72, còn dư lại bao nhiêu chính là nhật cục.
3. Theo sách Thái Ất thần kinh, chỉ có thời kế là có phân biệt âm cục, dương cục.

Một số thuyết áp dụng cục âm dương trong Thái Ất kể ngày. Cục âm, dương tính như sau: Từ Đông chí đến trước ngày Hạ chí, là dương cục; từ Hạ chí đến trước ngày Đông chí, thuộc âm cục (chú ý tính ngày phải xét đến cả giờ chuyển tiết, khí) 
Thí dụ: Tính nhật cục ngày 26/4/2012 dương lịch.
Tính Nhật cục theo Thái Ất thần kinh:
Ngày Đông chí năm trước: 22 tháng 12 năm 2011
Ngày Giáp Tí đầu tiên gần nhất sau Đông chí năm trước là ngày 04/01/2012
Số ngày tích lại: 26/04/12- 04/01/12+ 1 = 114 đem chia cho 360 được số dư 114. Số dư chia tiếp cho 72 được số dư là 42.
Vậy ngày 26/04/2012 có Nhật cục 42
Có thuyết tính mốc tích ngày là ngày Giáp Tí (01) tháng Giáp Tí (11), năm Quý Hợi thuộc niên hiệu Cảnh Bình đời Tống tương ứng với ngày 19 tháng 12 năm 423 theo dương lịch.
Trước hết tính số ngày từ gốc là ngày 19 tháng 2 năm 423 tới ngày 18 tháng 2 trước ngày xét và tính được tròn số từ năm 423 tới năm xét.
Tiếp đó người ta sử dụng công thức tính làm tròn ngày tích 365,2425 ngày/năm với số năm.
Bước tiếp theo tính số ngày lẻ từ ngày 19 tháng 2 tới ngày xét.
Lấy tổng số ngày (số tích ngày) chia 360 lấy dư. Lại chia tiếp 72 lấy dư làm số Nhật cục.
Có thuyết quy định tính Tích Nhật dựa vào Tích Nguyệt. Sách Thái Ất dị giản lục có ghi cách tính này.

### Số thời cục
Cách tính: 
1. Cục âm dương của thời cục cũng tính như Nhật cục
2. Số giờ từ ngày Giáp Tí hoặc Giáp Ngọ gần nhất đến ngày, giờ muốn tính
3. Chia số giờ đó cho 360, số dư lại chia tiếp 72 số dư chính là Thời cục.

Ví dụ: Tính thời cục giờ Tý, ngày 12/08/2011
Ngày Giáp Ngọ gần nhất là 01/08/2011. Số ngày tích lại: 11. Số tích giờ 11. 12 = 132 giờ. Cộng thêm 1 giờ là 133 giờ. 133 chia 360 dư 133, lại chia 133 cho 72 dư 61. Ngày 12/08/2011 thuộc dương cục. Vậy tính được Thời cục 61 Dương.
Cách tính số Niên cục, Nguyệt cục, Nhật cục, Thời cục gọi là Tứ kế (Tuế kế, Nguyệt kế, Nhật kế, Thời kế)

## An các sao chính
1. Thái Ất
2. Tiểu Du Thái Ất, Tiểu Du Thiên Mục và Đại Du.
3. Thái Tuế
4. Thần Hợp
5. Kể Định (Kể Mục) và Toán Định
6. Kể Thần
7. Thái Âm
8. Văn Xương
9. Thủy Kích
10. Toán Chủ - Toán Khách
11. Đại tướng Chủ
12. Đại tướng Khách
13. Tham Tướng (Tiểu Tướng) Chủ và Khách
14. Ngũ Phúc
15. Quân Cơ
16. Thần Cơ
17. Dân Cơ
18. Tứ Thần
19. Thiên Ất
20. Địa Ất
21. Trực Phù (Phép Tôn)
22. Phi Phù
23. Phi Lộc Phi Mã
24. Hạn Dương Cửu
25. Hạn Bách Lục – Vào quẻ